# Chang Kim Wai
Dans ce nom, le nom de famille, Chang, précède le nom personnel.
Chang Kim Wai, né le 17 août 1976, est un joueur malaisien de badminton.

## Carrière
En double messieurs avec Choong Tan Fook, il est médaillé d'argent aux Jeux du Commonwealth de 2002.
Aux Jeux d'Asie du Sud-Est de 2003, il est médaillé d'argent en double messieurs avec Chew Choon Eng.